# Paleta (pelota vasca)

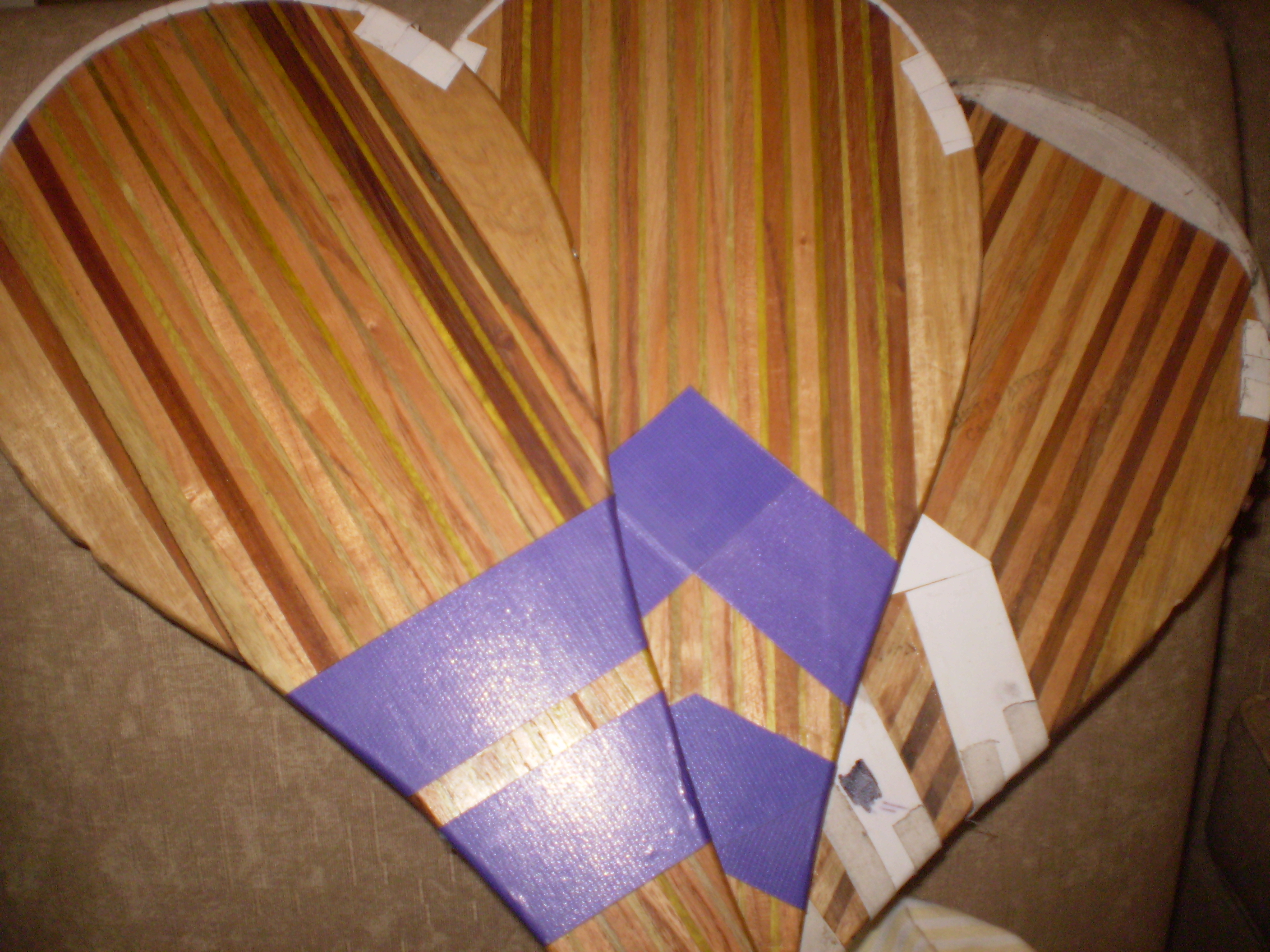
Paleta argentina multilaminada.

La paleta o paleta argentina es un tipo de pala utilizada para impactar la pelota en algunas modalidades de pelota vasca y, en general, en los juegos de pelota y paleta. Creada en Argentina a principios del siglo XX por Gabriel Martirén, debe su nombre al hueso vacuno llamado paleta u omóplato, ya que originariamente se utilizaron paletas de hueso para jugar. La paleta dio origen a una de las variedades de la pelota vasca, denominada pelota paleta o pelota argentina.
Por extensión, en Sudamérica también se denomina "paleta" al tipo de pala sólida, corta y plana utilizada en deportes como el ping-pong y el pádel.

## Historia
En Argentina es unánime la atribución de la invención de la pelota paleta a Gabriel Martirén, alias "Sardina". La versión ha sido documentada por el famoso pelotari argentino Aarón Sehter, quien entrevistó al hijo de Gabriel Martirén, examinó las paletas originales realizadas con paletas auténticas extraídas del hueso vacuno, así como antiguas fotografías de Martirén con paletas en su mano, y la tumba del mismo, en Santa Fe, donde se inscribió la leyenda:

"A la memoria de Don GABRIEL MARTIRÉN, inventor de la pelota a paleta".

Durante varios años se disputó la Copa Gabriel Martirén entre la Unión Argentina de Pelota (cancha abierta) y la Federación Argentina (cancha cerrada).
Siguiendo la investigación de Sehter, Gabriel Martirén era un inmigrante de origen vasco francés, nacido en el cantón de Saint-Étienne-de-Baïgorry, conocido por su sobrenombre de Sardina, que poseía un tambo lechero en la localidad de Burzaco, por entonces una localidad rural cercana a Buenos Aires, integrada en la actualidad a la mancha urbana de la capital de Argentina. En algunos casos se refiere erróneamente que Martirén vivía en Florencio Varela.
En 1905, Martirén comenzó a utilizar como pala, la paleta vacuna, moldeando y puliendo el hueso a tal fin. Poco después, el vasco Sardina, como era conocido, reemplazó el hueso por la madera, pero manteniendo la forma, tomándola inicialmente de los cajones de cerveza. Simultáneamente Martirén instaló una cancha de pelota en Burzaco, en una fondo propiedad de su compadre Pedro Legnis, donde se jugó el primer partido de pelota paleta.
Inicialmente el juego se realizaba con pelotas de tenis a las que se les quitaba la capa exterior de felpa. Con posterioridad la pelota fue reemplazada por una pelota de caucho negro duro, conocida popularmente como "la negrita". 
En Irún, existe también una versión minoritaria que le atribuye la invención de la paleta a Francisco Marticorena en 1915, un inmigrante de origen vasco español, nacido en Irún que se habría radicado en Buenos Aires.

## Características

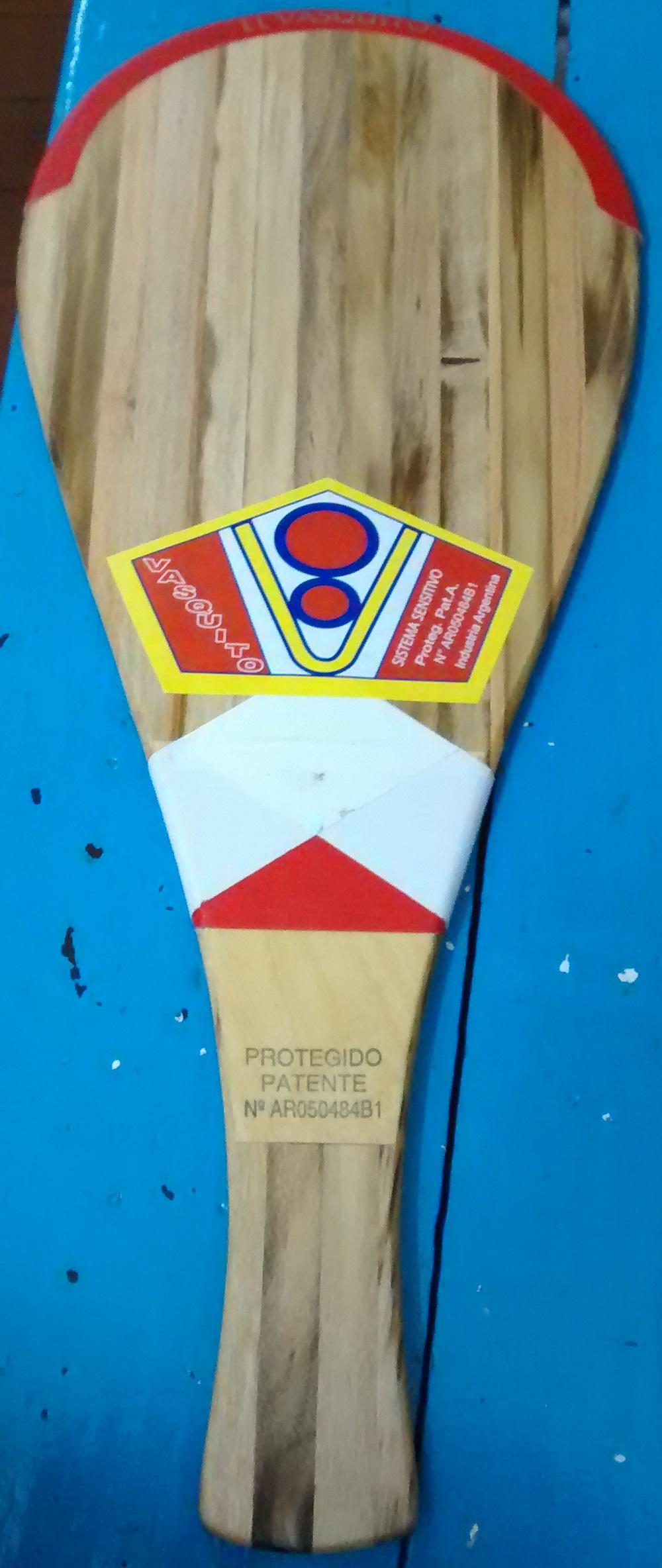
Paleta argentina Vasquito modelo V8.

Clásicamente la paleta está construida de madera. Su forma, muy simple, es la de una pieza sólida que se afina en uno de los extremos para obrar como mango y se ensancha en el otro siguiendo un diseño oval, para conformar la zona de impacto.
Las medidas de la paleta argentina son de 50 cm de largo por 19 cm de ancho.
Las paletas no fabricadas en Argentina suelen tener agujeros o rejillas en la zona central de impacto, con el fin de evitar la resistencia del aire. Las fabricadas en Argentina no los poseen.

## Juegos de paleta
En la pelota vasca, la paleta puede utilizarse con pelota de goma, llamándose a esa modalidad paleta goma, o con pelota de cuero, llamándose a esa modalidad paleta cuero. La pelota goma se practica en trinquete (masculino y femenino) y frontón 30m, mientras que la pelota cuero se practica en trinquete y frontón 36m.
La paleta es ampliamente utilizada también como juego recreativo, habitualmente con pelota de goma, siguiendo distintas variedades:
- Paleta-tenis, con o sin red, en el que jugadores ubicados en áreas opuestas, deben pasar la pelota al otro lado.
- Paleta-poste, en el que una pelota está sujeta a un poste por un hilo, debiendo los jugadores cambiar la orientación de su giro.
- Paleta-aire, en el que los jugadores se devuelven reiteradamente la pelota evitando que la misma caiga al suelo.